# برناردو إنريكي ويت
برناردو إنريكي ويت (بالألمانية: Bernhard Heinrich Witte)‏ هو كاهن كاثوليكي ألماني، ولد في 27 يوليو 1926 في ريدة في ألمانيا، وتوفي في 21 فبراير 2015.